# ويليام هنري تومسون
ويليام هنري تومسون (بالإنجليزية: William Henry Thompson)‏ هو محامي وقاضي وسياسي أمريكي، ولد في 14 ديسمبر 1853 في بيريسفيل في الولايات المتحدة، وتوفي في 6 يونيو 1937 في غراند إيسلاند في الولايات المتحدة. حزبياً، نشط في الحزب الديمقراطي. وقد انتخب عضو مجلس الشيوخ الأمريكي.